# 普魯姆普丁島
普魯姆普丁島是納米比亞的島嶼，位於該國西南部的大西洋海域，屬於企鵝群島的一部分，長0.15公里、寬0.1公里，面積0.02平方公里，最高點海拔高度20米，島上無人居住。